# Биће крви
Биће крви (енгл. There Will Be Blood) је историјска драма Пола Томаса Андерсона из 2007. дјелимично заснована на роману „Нафта!“ Аптона Синклера. Говори о похлепном човјеку у потрази за богатством током процвата нафтне индустрије у Јужној Калифорнији крајем 19. и почетком 20. вијека.
Главне улоге тумаче Данијел Деј-Луис и Пол Дејно. Снимање је започело средином маја 2006. у Новом Мескику и Марфи у Тексасу, а завршено је 24. августа 2006. Прво јавно приказивање било је 29. септембра 2007. на Фантастик фесту у Остину, Тексас. Филм је објављен 25. децембра 2007, у Њујорку и Лос Анђелесу, а приказивао се у одређеном броју биоскопа на изабраним тржиштима. Општа дистрибуција почела је 25. јануара 2008.
Зарадио је многе похвале критичара, као номинације и награде. Појавио се на многим листама најбољих филмова године разних критичара, а Данијел Деј-Луис је за своју улогу освојио Оскара, награду БАФТА, Златни глобус те награде Цеха америчких глумаца, Удружења филмских критичара Њујорка и Ирске филмске академије (ИФТА). Филм је био номинован за осам Оскара, а освојио је два: најбољег главног глумца (Деј-Луис) и фотографију (Роберт Елсвит).

## Радња
Прича почиње 1898. када Данијел Плејнвју (Данијел Деј-Луис), трагајући за сребром, сасвим случајно набаса на нафтни извор. Након провјере камења, која је потврдила присутност нафте, Плејнвју је почиње извлачити и прерађивати властитом опремом коју је сам дизајнирао. Убрзо се обогатио и основао малу компанију за вађење нафте. Након несреће на раду у којој један његов радник губи живот, Плејнвју преузима бригу о његовом дјетету и почиње га одгајати као своје. Почиње склапати веће послове користећи дјечака, којем даје име Ејч Ви (HV) (глуми га Дилон Фрејзер), као свог равноправног „партнера“ како би приказао статус и вјеродостојност човјека који држи до породичних вриједности. До 1911. постаје један од најуспјешнијих проналазача нафте у Калифорнији.
Плејнвјуу долази младић Пол Сандеј (глуми га Пол Дејно) који му продаје информацију о земљишту богатом нафтом на којем живи његова породица у Малом Бостону у Калифорнији. Плејнвју и Ејч Ви одлазе тамо представљајући се као ловци на препелице и откривају нафту како продире на површину. Плејнвју покушава да откупи земљиште не спомињући Половом оцу, Ејбелу (Дејвид Вилис), нафту. Али, Полов брат близанац, Ели (којег такође глуми Пол Дејно), зна за нафту и подиже цијену на десет хиљада долара које намјерава уложити у градњу цркве. Плејнвју му даје пет хиљада унапријед и обећава других пет као донацију цркви.
Како би осигурао монопол над нафтом у Малом Бостону, Плејнвју откупљује права на бушење на многим сусједним земљиштима, осим једног чијег је власника, господина Бендија (Хенс Хаус), Плејнвју игнорисао кад је Бенди захтијевао да Плејнвју дође на његов посјед лично. Са новцем од земљишта, Ели оснива властиту цркву коју назива Црквом Трећег Откривења, а себе проглашава духовним исцјелитељем. Плејнвју подиже самарицу, а дан прије почетка бушења, Ели замоли да благослови грађевину како би промовисао цркву. Плејнвју пристаје, али на свечаности игнорише Елија и позове његову сестру Мери (Сидни Макалистер), која се спријатељила са Ејч Вијем. Бушење почиње.
Рупа временом постаје толико дубока да досеже „океан нафте“ испод града, али у ексползији плина Ејч Ви губи слух. Ели одлази на бушотину да тражи новац који му Плејнвју дугује, међутим, Плејнвју га изненада грубо нападне, вичући на њега како је неспособан да му излијечи сина. Понижен, Ели се враћа у очеву кућу, гдје је напао и претукао свог оца зато што је продао породичну земљу по ниској цијени.
Једног дана, Плејнвјуу долази човјек који тврди да је његов полубрат Хенри Брендс (Кевин Џ. О‘Конор), и од којег сазнаје да му је отац мртав. Он му повјерује и постаје блискији с њим него са било којим другим сарадником, повјеривши му жељу да потуче сву конкуренцију. Ејч Ви се докопао Хенријевог дневника и прочитавши га, исте ноћи покушава да запали Хенријев кревет. Плејнвју га након тога шаље у школу за глуве и губи контакт с њим.
Плејнвјуа контактира супарничка компанија, Стандард ојл, и нуди му откуп земљишта у Малом Бостону, где Плејнвју губи новац на транспорт нафте. Агент Стандард ојла међутим, чини грешку и каже Плајнвјуу како би требало да брине за свог сина, на шта Плејнвју плане и запрети му смрћу а затим демонстративно напусти састанак. Плејнвју одлучује склопити уговор са Јунион ојлом за изградњу нафтовода који ће водити до обале Санта Барбаре. Након прегледа карте, открива да би нафтовод морао ићи преко јединог имања у Малом Бостону које он није купио, Бендијевог ранча. Плејнвју и Хенри одлазе у извиђање обале, зауставивши се код Бендијеве фарме гдје сусрећу његовог унука који им каже како му је дјед на путу да се враћа за неколико дана. Данијел и Хенри настављају разгледање и планирање руте нафтовода. Успут почињу постављати коце, од пустињског дијела јужне Долине Сан Хоакин, преко Бендијевог ранча и степе па све до обале Тихог океана.
Стигавши на обалу, Хенри и Плејнвју се састају са Јунион оилом и склапају договор о градњи нафтовода. Данијел се поновно почне уздати у Хенрија, али убрзо почне да сумња да Хенри није оно за шта се представља. На плажи почне тестирати Хенрија говорећи о обиљежјима и догађајима из њиховог родног града, Фонд ду Лака у Висконсину. На повратку у Мали Бостон, Плејнвју буди Хенрија и упери му пиштољ у главу питајући га за њихов родни град. Хенри признаје да је безначајни варалица: Данијелов прави брат био је Хенријев пријатељ који је умро од туберкулозе. Плејнвју убиије Хенрија и покопа га у плитком гробу у њихову кампу.
Сутрадан Плејнвју буди Бендија који пристаје продати своје земљиште за нафтовод под једним условом: да се он крсти у Цркви Трећег Откривења. Осим сазнања да је његово земљиште кључно за Плејнвјуов нафтовод, Бендијева предност је и у томе што зна да је он убио Хенрија. Данијел, којег не занима религија, пристаје и претрпи понижавајућу иницијацију у Елијевој режији. Плејнвју одлази код Х. В.-а али још не зна комуницирати са дјечаком који сада учи језик знакова те постаје све више заузет својим послом. Осим тога, све више почиње пити виски. Ели напушта Мали Бостон како би постао мисионар.
Прича се наставља 1927. године, вјенчањем Х. В.-a и Мери Сандеј. Плејнвју живи у великом, али празном здању. Готово увијек је пијан, а вријеме проводи гађајући своје ствари револвером. Х. В. (којег сада глуми Расел Харвард) долази свом оцу како би га питао (преко преводиоца) да раскину партнерство како би могао основати властиту нафтну компанију у Мексику. Видљиво узнемирен, Плејнвју му каже одсјечно да он заправо није његов син него сироче пронађено у пустињи - што је разлог зашто не посједује очеве карактеристике. Х. В. одвраћа „Захваљујем Богу што немам ништа од тебе у себи.“ Затим одлази из просторије док га Плејнвју назива „копилетом из корпе“.
Након извјесног времена, након економске рецесије, Плејнвјуа у његовој куглачкој дворани посјећује Ели који сада води велику цркву и приповиједа на радију, али је изгубио богатство и покушава продати Плејнвјуу права за бушење Бендијевог ранча који сада припада њему. Плејнвју пристаје, али под својим условом. Подвргава Елија понижавајућој сцени гдје он мора признати да је лажни пророк те прогласити Бога празновјерјем. Данијел му након тога каже да је нафта исушена из земље од стране његових околних бушотина. Почне исмијавати Елија, а затим га нападне, бацајући кугле на њега и тјерајући га преко куглачких стаза. На крају филма, Плејнвју претуче Елија на смрт чуњем за куглање. Сједа поред беживотног тијела, а његов батлер силази низ степенице, зовући га. Његова посљедња реченица је „Готов сам!“.

## Улоге
| Глумац              | Улога                    |
| ------------------- | ------------------------ |
| Данијел Деј-Луис    | Данијел Плејнвју         |
| Пол Дејно           | Пол Сандеј / Ели Сандеј  |
| Дилон Фрејзер       | Х. В. Плејнвју           |
| Киран Хајндс        | Флечер Хамилтон          |
| Кевин Џејмс О’Конор | Хенри Брендс             |
| Дејвид Вилис        | Ејбел Сандеј             |
| Расел Хауард        | Х. В. Плејнвју (старији) |

## Продукција

### Развој
Пол Томас Андерсон је у почетку радио на сценарију о двије супротстављене породице. Мучио се са сценаријем и убрзо схватио да он једноставно не функционише. У Лондону је купио примјерак романа Нафта! Аптона Синклера те га је одмах привукла илустрација на омоту која је приказивала нафтно поље у Калифорнији. Док је читао, Андерсон се још више фасцинирао романом и адаптирао првих 150 страница за сценарио. Након бројних посјета музејима посвећеним разним нафташима у Бејкерсфилду схватио је како би сценарио требало да изгледа. Промијенио је наслов из „Нафта!“ у „Биће крви“. Није спомињао ко ће глумити Плејнвјуа јер је хтио да пројекат остане једноставан. Написао је оригинални сценарио са Данијел Деј-Луисом у плану те је контактирао глумца кад је сценарио био при крају. Чуо је да се Деј-Луису свиђа филм Пијани од љубави, што га је увјерило да му да примјерак сценарија. Према Деј-Луису, само то што га је питао да сними филм је било довољно. У интервјуу за The New York Observer, глумац је описао шта га је привукло пројекту. Било је то „схватање да је ушао у тај свијет. Није га посматрао-ушао је у њега.“ Реченица у псољедњој сцени, „Пијем твој милкшејк!“ је парафраза цитата сенатора Новог Мекика Алберта Фола из говора пред конгресном истрагом у двадесетима у вези нафтног скандала. Андерсон је био одушевљен изразом „милкшејк“ који се употребљавао како би се објаснио сложени технички процес нафтне дренаже сенаторима.
Према Џоан Селар, једној од продуцената филма, био је то тежак филм за финансирати јер „су студији сматрали како пројекат није толико јак да постане велики филм." Биле су потребне двије године како би се прикупила финансијска средства.
За улогу Плејнвјуевог сина, Андерсон је тражио људе у Лос Анђелесу и Њујорку, али је схватио како му треба неко из Тексаса ко зна да пуца из пушке и ко „живи у том свијету“. Продуценти су се распитивали по школи, а директор је предложио Дајлона Фрејзера. Умјесто да чита сцене и разговарају са њим, продуценти су га ангажовали схвативши како је он идеалан избор за улогу.
Како би формирао свој лик, Деј-Луис је почео са гласом. Андерсон му је послао снимке са краја 19. вијека до 1927. и примјерак филма Благо Сијера Мадре, укључујући документарац о његовом редитељу, Џону Хјустону, који је извршио велики утицај на Андерсонов лик. Према Андерсону, био је инспирисан чињеницом да Сијера Мадре говори „о похлепи, амбицији, параноји и тражењу најгорих дијелова самог себе“. Док је писао сценарио, пустио би филм прије него што би ишао на спавање. У проучавању улоге, Деј-Луис је читао писма радника и проучавао фотографије из тог периода. Осим тога, читао је и о нафтном тајкуну Едварду Доенију на којем је Синклерова књига дјелимично темељена.

### Снимање
Снимање је почело у јуну 2006. на ранчу у Марфи у Тексасу, и трајало је три мјесеца. Снимало се и у Лос Анђелесу. Андерсон је покушао снимити сценарио по секвенцама са већином сетова на ранчу. Двије седмице пред снимање које је трајало 60 дана, Андерсон је замијенио глумца који је играо Елија Сандеја са Полом Дејном, који је у почетку ангажован за пуно мању улогу Пола Сандеја, брата који даје Плејнвјуу тајну о нафти на ранчу Сандејевих. Профил о Деј-Луису у Њујорк Тајмсу изјавио је да се оригинални глумац (Кел О’Нил) плашио Деј-Луисове жестине и навике да остане у лику и изван сета. И Андерсон и Деј-Луис су демантовали ову тврдњу, а глумац је рекао, „Апсолутно не вјерујем да се то догодило зато што се бојао мене. Вјерујем да је то тако-и надам се да сам у праву.“ Андерсон је први пут видио Дејноа у Причи о Џеку и Роз те је сматрао како би он био савршен за улогу Пола Сандеја, коју је имао намјеру дати дјечаку од 12 или 13 година. Дејно је имао само четири дана да се припреми за пуно већу улогу Елија Сандеја, али је истражио временски период у којем је филм био смјештен као и евангелистичке проповједнике. Три седмице сцена са Сандејем и Плејнвјуом морале су бити поново снимљене са Дејном умјесто Кела О’Нила. Сцене ентеријера у палати снимљене су у Грејстон Монсиону на Беверли Хилсу у Калифорнији., бившем стварном дому Едварда Доенија Џуниора, који му је поклонио отац Едвард Доени. Сцене снимљене у Грејстону захтијевале су пажљиву реновацију куглане у подруму.
Андерсон је филм посветио Роберту Алтману који је умро док је он монтирао филм.
Овај филм је била друга копродукција Paramount Vantagea и Miramax Films објављен након филма Нема земље за старце (који је освојио Оскар за најбољи филм).

### Музика
Андерсон је био велики обожаватељ Рејдиохеда те је био одушевљен музиком Џонија Гринвуда за филм Bodysong. Док је писао сценарио за Биће крви, Андерсон је чуо Гринвудов оркестарску дионицу Popcorn Superhet Receiver и контактирао га да ради са њим. Након што је пристао компоновати музику за филм, Гринвуд се двоумио са тим да ли да се повуче са пројекта, али га је Андерсон својим ентузијазмом наговорио да остане. Редитељ му је дао примјер филма, а он се три седмице након тога вратио са два сата снимљене музике у студију Abbey Road Studios у Лондону.

Гринвудова музика је у децембру 2007. била номинована за Греми награду у категорији „Најбољи албум за филмски, телевизијски или други визуелни медиј“.

### Списак пјесама
1. „“ - 3:55
2. „“ - 2:41
3. „“ - 4:34
4. „“ - 2:41
5. „“ - 4:14
6. „“ - 2:05
7. „“ - 3:06
8. „“ - 1:51
9. „“ - 2:50
10. „“ - 2:21
11. „“ - 2:57

## Премијера

### Критике
Прво јавно приказивање Биће крви било је 29. септембра 2007. на Фантастик Фесту у Остину у Тексасу. Филм је у Њујорку и Лос Анђелесу објављен 26. децембра 2007, гдје је у првом викенду зарадио 190,739 долара. Филм се затим 25. јануара 2008. почео приказивати у 885 биоскопа на изабраним тржиштима, остваривши у почетном викенду приход од 4,8 милиона долара. Филм је на крају у Сјеверној Америци зарадио 40,1 милиона долара, а у остатку свијета 32,7, уз укупни приход од 72,9 милиона, што је увелико надмашило буџет од 25 милиона долара.
Филм је добро примљен од стране критике. Према подацима од 12. маја 2008. на Rotten Tomatoes-у, 92% од 191 рецензије је позитивно. На Metacritic-у, од 39 рецензија, 92% их је позитивно.
Ендру Сарис је назвао филм „импресивним достигнућем у постизању симулиране стварности прошлог времена и простора уз кориштење регионалних аматерских глумаца и статиста са правим покретима и звуковима.“ У часопису Premiere, Глен Кени је хвалио глуму Данијела Деј-Луиса: „Кад његов Плејнвју добије крила, немилосрдни фокус глуме чини јунака посебним.“
Manohla Dargis је у својој рецензији за Њујорк тајмс написала, „филм је изнад свих умјетничких дјела, онај који наткриљује историјски оквир који му је натоварен, а његови ужици су непомирљиво естетски.“ Часопис Esquire је такође хвалио Деј-Луисову глуму: „најзабавније је, премда на застрашујући начин, гледати како тај похлепник постаје све више поремећен док се сукобљава са Елијем Сандејом. Али ужитак је подсјетити се, бар једном у четири године, да препреденост може бити прецјењена.“ Ричард Скикел у часопису Time је хвалио Биће крви као „један од најоригиналнијих америчких филмова икад снимљених.“ Критичар Том Черити, пишући за CNN-ову листу дест најбољих филмова године, назива Биће крви јединим „правим ремек-дјелом 2007.“
Скихел га је такође уврстио међу десет најбољих филмова године (на девету позицију), назвавши глуму Деј-Луиса „запањујућом“, а филм „опчињавајућом медитацијом америчког духа у свим његовим двосмисленостима: злобан и племенит, бијесан и тајновит, хипнотичан и мало више него луд у својим аспирацијама.“
Главни критичар Тајмсa, Џејмс Кристофер на својој листи најбољих филмова свих времена из априла 2008. смјестио Биће крви на другу позицију, иза Казабланке.
Међутим, неки критичари нису били таквог мишљења. Армонд Вајт из Њујорк преса рекао је да „музичка лукавост прерушава недоследност приче — њену браћу, тишину и опортунистички садизам“, сматрајући како је завршетак филма „збуњујући и површан“. Мик ЛаСел из San Francisco Chroniclea обрушио се на похвале филма рекавши „не треба се претварати како је 'Биће крви' ремек-дјело само зато што се Андерсон искрено трудио да он то и постане.“ Иако је Карла Мејер, из Сакраменто бија, дала филму три и по од четири звјездице, назвавши га „ремек-дјелом“, рекла је да је коначни обрачун између Данијела и Елија означио тренутак у којем филм Биће крви „престаје да буде ремек-дјело и постаје јако добар филм. Оно што је било велико постаје ситно, а затим изнурено.“

### Топ десет листе
Филм се појавио на многим листама најбољих филмова 2007. разних филмских критичара.
| - 1. – Етар Олтер Џајант- 1. – Марџори Баумгартен, Остин кроникл- 1. – Том Черити CNN- 1. – Манола Даглас Њујорк тајмс- 1. – Дејвид ФирТајм аут Њујорк - 1. – Скот Фаундас Л. А. викли- 1. – Стивен Холден Њујорк тајмс- 1. – Тод Хил Статен Ајланд адвајс- 1. – Глен Кени - 1. – Крејг Отије Оранџ каунти реџистер- 1. – Кит Фипс А. В. клаб- 1. – Реј ПрајдSalon.com - 1. – Мајк Расел Орегонијан- 1. – Хенк Сартин Чикаго ридер- 1. – Марк Савлов Остин кроникл- 1. – Марк Слатски Монтреал мирор- 1. – , Слант магазин- 1. – Лиса Шварцбаум Ентертејнмент викли- 1. – Џан Стјуарт Њусдеј| - 1. – Ела Тејлор Л. А. викли- 2. – Дејвид Ансен Њусвик- 2. – Нејтан Рејбин А. В. клаб- 2. – Рене Родригез Мајами хералд- 2. – Скот Тобајас А. В. клаб- 3. – А. О. Скот (заједно са филмом Свини Тод: Ђавољи бријач Флит Стрита) - 3. – Ен Хорнадеј Вошингтон пост- 3. – Џо Моргенстерн Вол стрит џорнал- 4. – Десон Томсон Вошингтон пост- 4. – Тај Бер Бостон глоуб- 5. – Џ. Хоберман Вилиџ војс- 5. – Шон Ливи Орегонијан- 6. – Кристи Лемајер Асошијетед прес- 6. - Адам Кемпенар - 6. – Филип Мартин - 7. – Питер Траверс Ролинг стоун- 9. – Клодија Пуиг Ју-Ес-Еј тудеј- 9. – Ричард Шикел, Тајм- 10. – Лу Луменик Њујорк пост- Топ десет (наведено абецедно, без рангирања) – Дејна Стивенс, Слејт|

### Кућна издања
Филм је 8. априла 2008. објављен на DVD-у. Објављен је у издањима са једним и са два диска. Андерсон је одбио снимити коментар за филм. Потврђено је и објављивање HD-DVD издања, али је касније отказано због пропасти формата. Blu-ray издање је објављено 3. јуна 2008.

## Награде и номинације
| Удружење/Награда                                                    | Категорија                           | Побједник/номиновани                          | Резултат |
| ------------------------------------------------------------------- | ------------------------------------ | --------------------------------------------- | -------- |
| Амерички филмски институт                                           | Филм године (2007)                   | Филм године (2007)                            | Да       |
| Америчко друштво сниматеља                                          | Најбоља фотографија                  | Роберт Елсвит                                 | Да       |
| БАФТА                                                               | Најбоља фотографија                  | Роберт Елсвит                                 | Не       |
| БАФТА                                                               | Нејбоља музика                       | Џони Гринвуд                                  | Не       |
| БАФТА                                                               | Најбоља сценографија                 | Џек Фиск и Џим Ериксон                        | Не       |
| БАФТА                                                               | Најбољи адаптирани сценарио          | Пол Томас Андерсон                            | Не       |
| БАФТА                                                               | Најбољи филм                         | Данијел Лупи, Џоан Селар и Пол Томас Андерсон | Не       |
| БАФТА                                                               | Најбољи глумац                       | Данијел Деј-Луис                              | Да       |
| БАФТА                                                               | Најбољи редитељ                      | Пол Томас Андерсон                            | Не       |
| БАФТА                                                               | Најбољи споредни глумац              | Пол Дејно                                     | Не       |
| БАФТА                                                               | Најбољи Звук                         | Метју Вуд                                     | Не       |
| Цех америчких глумаца                                               | Најбољи глумац                       | Данијел Деј-Луис                              | Не       |
| Цех америчких продуцената                                           | Продуцент године                     | Пол Томас Андерсон, Данијел Лупи и Џоан Селар | Не       |
| Цех америчких редитеља                                              | Најбољи редитељ                      | Пол Томас Андерсон                            | Не       |
| Цех америчких сценариста                                            | Најбољи адаптирани сценарио          | Пол Томас Андерсон                            | Не       |
| Национално друштво филмских критичара                               | Најбоља фотографија                  | Роберт Елсвит                                 | Да       |
| Национално друштво филмских критичара                               | Најбољи филм                         |                                               | Да       |
| Национално друштво филмских критичара                               | Најбољи глумац                       | Данијел Деј-Луис                              | Да       |
| Национално друштво филмских критичара                               | Најбољи редитељ                      | Пол Томас Андерсон                            | Да       |
| Оскари                                                              | Најбоља фотографија                  | Роберт Елсвит                                 | Да       |
| Оскари                                                              | Најбоља монтажа                      | Дилан Тиченор                                 | Не       |
| Оскари                                                              | Најбоља монтажа звука                | Метју Вуд                                     | Не       |
| Оскари                                                              | Најбоља сценографија                 | Џек Фиск и Џим Ериксон                        | Не       |
| Оскари                                                              | Оскар за најбољи адаптирани сценарио | Пол Томас Андерсон                            | Не       |
| Оскари                                                              | Најбољи глумац                       | Данијел Деј-Луис                              | Да       |
| Оскари                                                              | Најбољи филм                         | Најбољи филм                                  | Не       |
| Оскари                                                              | Најбољи редитељ                      | Пол Томас Андерсон                            | Не       |
| Удружење филских критичара Остина                                   | Најбоља фотографија                  | Роберт Елсвит                                 | Да       |
| Удружење филских критичара Остина                                   | Најбоља оригинална музика            | Џони Гринвуд                                  | Да       |
| Удружење филских критичара Остина                                   | Најбољи филм                         |                                               | Да       |
| Удружење филских критичара Остина                                   | Најбољи глумац                       | Данијел Деј-Луис                              | Да       |
| Удружење филских критичара Остина                                   | Најбољи редитељ                      | Пол Томас Андерсон                            | Да       |
| Удружење филмских критичара Лос Анђелеса                            | Најбоља сценографија                 | Џек Фиск и Џим Ериксон                        | Да       |
| Удружење филмских критичара Лос Анђелеса                            | Најбољи филм                         |                                               | Да       |
| Удружење филмских критичара Лос Анђелеса                            | Најбољи глумац                       | Данијел Деј-Луис                              | Да       |
| Удружење филмских критичара Лос Анђелеса                            | Најбољи редитељ                      | Пол Томас Андерсон                            | Да       |
| Удружење телевизијских, радијских и интернетских филмских критичара | Најбољи глумац                       | Данијел Деј-Луис                              | Да       |
| Удружење телевизијских, радијских и интернетских филмских критичара | Најбољи композитор                   | Џони Гринвуд                                  | Да       |
| Златни глобуси                                                      | Најбољи филм-драма                   | Најбољи филм-драма                            | Не       |
| Златни глобуси                                                      | Најбољи глумац-драма                 | Данијел Деј-Луис                              | Да       |

| Да | означава освојену награду |
| Не | означава номинацију       |